# Santulhão
Santulhão é uma povoação portuguesa sede da Freguesia de Santulhão do Município de Vimioso, freguesia com 47,53 km² de área e 330 habitantes (censo de 2021), tendo, por isso, uma densidade populacional de 6,9 hab./km².
Santulhão é uma aldeia situada entre dois rios, o Sabor e o Maçãs. Está situada 17 km a sudoeste da sede do seu município (Vimioso).

## Demografia
A população registada nos censos foi:
| Distribuição da População por Grupos Etários | Distribuição da População por Grupos Etários | Distribuição da População por Grupos Etários | Distribuição da População por Grupos Etários | Distribuição da População por Grupos Etários |
| -------------------------------------------- | -------------------------------------------- | -------------------------------------------- | -------------------------------------------- | -------------------------------------------- |
| Ano                                          | 0-14 Anos                                    | 15-24 Anos                                   | 25-64 Anos                                   | > 65 Anos                                    |
| 2001                                         | 54                                           | 56                                           | 225                                          | 173                                          |
| 2011                                         | 24                                           | 25                                           | 179                                          | 195                                          |
| 2021                                         | 14                                           | 9                                            | 102                                          | 205                                          |

## História
O primeiro povoamento seria no Castro da Abrunheira, que possuía as condições necessárias para os povos primitivos. O Castro situa-se num local elevado (cerca de 663 m de altitude), que permitia a defesa contra inimigos e animais selvagens. Perto dele existem diversos cursos de água, os quais permitiam alguma agricultura de subsistência.
Consta-se que houve uma povoação primitiva: São Mamede, a qual deu origem a Santulhão. Esta povoação, segundo a tradição popular, foi abandonada devido à abundância de formigas que ali apareceram destruindo tudo.
Neste local (S.Mamede), têm aparecido sepulturas e também já foram encontradas algumas moedas de cobre e prata.
A primeira notícia escrita sobre Santulhão data de 1187, no reinado de D. Sancho I. Este monarca deu as aldeias de Santulhão, S. Mamede, Pinelo e Argozelo aos monges do mosteiro de Castro de Avelãs em troca da herdade de Benquerença (hoje Bragança). Os monges repovoaram Santulhão no reinado de D. Afonso III.
No reinado de D. Dinis a aldeia era da Ordem de Malta, e recebeu do monarca foral e título de "Vila" a 4 de Julho 1288. O próprio rei visitou a freguesia no dia 9 de Dezembro 1289.
O nome da freguesia de Santulhão deriva do santo padroeiro, São Julião. Com o tempo e a corrupção linguística, o nome degenerou para SANTULAM, SANTULHAAO, SANTULHAM e finalmente SANTULHÃO.
Até 1853 pertenceu ao concelho de Outeiro, extinto nessa data. A freguesia passou a pertencer ao concelho (atual município) de Vimioso.
A partir de 1861, passou a funcionar a sua primeira escola primária.
Já no século XX, nos finais da década de 1940 começou a emigração principalmente para o Brasil e colónias. A partir da década de 1960, a emigração concentrou-se na Europa (Alemanha, França e Espanha), resultando daí uma desertificação da aldeia, acentuada com a fuga dos santulhanenses para as grandes cidades do país.